# Lourdes Robles
Lourdes Robles là ca sĩ, nhạc sĩ, diễn viên người Puerto Rico. Cô sinh ra ở San Juan. Đầu những năm 1980 khi tham gia hát song ca với Carlos và phát hành hai album. Sự nghiệp solo bắt đầu khi cô tham gia diễn xuất trong "Barrio Cuatro Calles" và "Generaciones", cùng với nghệ sĩ biểu diễn người Puerto Rico Chayanne. Cô cũng biểu diễn trong các sản phẩm âm nhạc, bao gồm Hello, Dolly! và Fantasticks.
Tại Festival del Sol năm 1985 tổ chức tại Miami, Florida, Robles nhận được giải thưởng cho bài hát "No Soy Distinta" của cô. Ca sĩ đã thu âm hai bài hát thu hút sự chú ý của hãng thu âm Sony Music nhơ tài trợ của Daniel Rivera. Năm 1989, đĩa đơn "Corazón en Blanco", một bài hát nhạc pop, đã trở thành sản phẩm âm nhạc đầu tiên của cô trên đất nước Mỹ, đứng ở vị trí thứ 15. Năm 1990, Robles phát hành album Imágenes, sản xuất bởi Rudy Pérez và Ricardo Eddy. Album này đạt vị trí thứ 9 trong Bảng xếp hạng <i id="mwFQ">Billboard</i> Album Latin hàng đầu và đĩa đơn " Abrázame Fuerte " nằm trong Bảng xếp hạng Billboard nhạc Latin Hot số một năm 1990. Bản song ca với ca sĩ Nicaragua Luis Enrique mang tên "Gracias a Tu Amor", cũng trở thành hit, đứng vị trí thứ hai. "Miedo", "Que Lástima" và "Es Él" được phát hành dưới dạng đĩa đơn. Robles được trao tặng album Vàng nhờ bài hát Imágenes.
Năm 1992, Robles được yêu cầu đại diện cho thế hệ nghệ sĩ mới biểu diễn tại "Lễ kỷ niệm lần thứ năm thế giới mới". Cô biểu diễn cùng với các ca sĩ salsa nổi tiếng như Gilberto Santa Rosa, Andy Montañez, Carmita Jiménez, Danny Rivera, Chucho Avellanet và Jose Juan Tañón. Năm 1995, album Hey Jude: Tributo a Los Beatles phát hành. Album này tổng hợp 13 bài hát ban đầu được thực hiện bởi nhóm nhạc The Beatles. Robles trình diễn phiên bản tiếng Tây Ban Nha bài hát The Long and Winding Road.
Năm 1999, Robles chia tay Sony Music, ký hợp đồng thu âm với PolyGram. Album đầu tiên với nhãn hiệu này, Cielo de Acuarela, được thu âm tại thành phố New York, Tây Ban Nha và Santo Domingo, với sự pha trộn của âm nhạc tropical và pop. Năm 200, bài hát mang tên "Lo Odio" sản xuất bởi Guillermo Torres được phát hành. Tháng 5 năm 2002, tạp chí Billboard tuyên bố rằng album mới của Robles thuộc Tập đoàn Giải trí Thế giới Latinh đã bắt đầu sản xuất. Sensaciones phát hành năm 2002.
Năm 2010, một album hát lại với các bài hát của Juanes, Juan Luis Guerra, Ricardo Montaner, Franco De Vita, La 5ª Estación, Maná và Alejandro Fernández, có tựa đề Es Algo Más đã được tiết lộ.. Robles nói rằng album sẽ hấp dẫn mọi người kể cả họ có là fan của cô hay không.

## Danh sách đĩa hát
- Lourdes Robles (1985)

1. No Soy Distinta
2. Te Quiero Como Amigo
3. Mamá
4. Gracias
5. Hasta Ahora
6. Tú Llegaste
7. Bailando Samba
8. Como Todos los Días

- Tentación (1988)

1. Hoy Yo No Quiero Estar Sola
2. Amor a Tiempo Completo
3. Dime
4. Noche Especial
5. Tentación
6. Estoy Enamorada
7. Vas a Quedarte Sólo
8. Como un Milagro

- Noche Tras Noche (1989)

1. Haz una Hoguera
2. Yo No Sabía
3. Nos Quedamos Tú y Yo
4. Noche Tras Noche
5. Vida
6. Corazón en Blanco
7. Párate al Stop
8. Es Una Linda Tarde

- Imágenes (1990)

1. Abrázame Fuerte
2. Es El
3. Chin Chin (Brindemos Por Nosotros)
4. Gracias a Tu Amor (Duo con Luis Enrique)
5. Miedo
6. Que Lástima
7. Dime Como Llego a Ti
8. La Nota Ideal
9. Ni Tú Ni Yo

- Definitivamente (1991)

1. Sola
2. A Cara o Cruz
3. Todo Me Habla de Ti
4. Pero Me Acuerdo de Ti
5. Seré Toda Para Ti (I'm Your Baby Tonight)
6. Definitivamente
7. Soñando Contigo
8. Punto de Partida
9. Confío en Ti
10. Concierto Para Dos

- Amaneciendo en Ti (1993)

1. Donde Se Ha Ido Tu Amor
2. Se Te Nota
3. Amaneciendo en Ti
4. Baila con la Noche (Dancing in the Sunshine)
5. Lo Amo
6. Déjalo Ir Conmigo
7. Busco el Amor
8. Déjame Sentirte
9. Débil el Alma
10. Si Te Vas

- Soy Quien Soy (1996)

1. Me Déjare Llorar
2. Bendita Nostalgia
3. Muchacha
4. Yo Te Quiero
5. Ni Tú Ni Nadie
6. Sin Dirección
7. Celos
8. Soy Quien Soy
9. Es Por Ti
10. Desconocida

- Cielo de Acuarela (1998)

1. Así Es Mi Isla
2. Con las Cosas del Querer
3. Mi Jardín
4. Bangalí, Bangalá
5. Candela Pa' los Pies
6. Si Pudieras Amarme
7. Ese Hombre Que Tanto Amo Yo
8. De Que Calor
9. Siempre
10. Guajiro Viejo
11. Pa' los Pesares
12. Tú

- Tuya (2000)

1. Lo Odio
2. Tuya
3. Vete Ya
4. Alguien Como Tú
5. Sola
6. Tu Recuerdo
7. No Puedo
8. Mañana
9. Tómame
10. Si No Estas

- Sensaciones (2003)

1. Ayúdame
2. Que Dios Se Apiade de Mí
3. Lo Daría Todo
4. Boom, Boom
5. Y Entonces
6. Me Trae la Cabeza
7. Cuesta Arriba
8. No Sé Que Haria Sin Ti
9. No Te Podré Olvidar
10. Muerdo Tu Boda
11. Que Dios Se Apiade de Mí (Versión Salsa)

- Es Algo Más (2010)

1. Como Aquel Viejo Bolero
2. Bendita la Luz
3. Sigo Siendo Reina
4. Me Dediqué a Perderte
5. Algo Más
6. Que Me Des Tú Cariño
7. Me Late
8. Para Tu Amor
9. Yo Puedo Hacer
10. Entre en Mi Vida
11. Te Veo Venir Soledad